# AEW All Out
AEW All Out is een jaarlijks professioneel worstel-pay-per-view (PPV) evenement dat georganiseerd wordt door de Amerikaanse worstelorganisatie All Elite Wrestling (AEW). Het evenement debuteerde in 2019, rondom Labor Day. Het eerste evenement was een vervolg op de onafhankelijk geproduceerde All In PPV van september 2018, die als katalysator diende voor de vorming van AEW in januari 2019. All Out wordt beschouwd als een van AEW's "Big Four" pay-per-view, samen met Double or Nothing, Full Gear en Revolution.

## Geschiedenis
Het inaugurele All Out evenement vond plaats op 31 augustus 2019 in het Sears Centre Arena. All Out is in een vervolg van het onafhankelijke All In pay-per-view evenement. Een tweede evenement van All Out werd gehouden op 5 september 2020, wat betekent dat het een jaarlijkse evenement wordt. AEW President en CEO Tony Khan beschouwd All Out als een van AEW's "Big Four" pay-per-view, samen met Double or Nothing, Full Gear en Revolution.

## Evenementen
| Evenement    | Datum            | Stad                      | Locatie            | Main Event                                                             |
| ------------ | ---------------- | ------------------------- | ------------------ | ---------------------------------------------------------------------- |
| All Out 2019 | 31 augustus 2019 | Hoffman Estates, Illinois | Sears Centre Arena | Chris Jericho vs. Adam Page voor het inaugurele AEW World Championship |
| All Out 2020 | 5 september 2020 | Jacksonville, Florida     | Daily's Place      | Jon Moxley (c) vs. MJF voor het AEW World Championship                 |
| All Out 2021 | 5 september 2021 | Hoffman Estates, Illinois | Sears Centre Arena | N.T.B.                                                                 |